# I Want a Dog for Christmas, Charlie Brown
I Want a Dog for Christmas, Charlie Brown (en español Quiero un perro por Navidad, Charlie Brown) es el cuadragésimo tercer especial animado en horario prime-time basado en el popular cómic diario Peanuts, de Charles M. Schulz. El especial de una hora fue estrenado el 9 de diciembre de 2003 por ABC.

## Sinopsis
Al haber visto la relación entre Charlie Brown (Carlitos) y Snoopy, Rerun (o Bis) Van Pelt está desesperado por tener un perro para Navidad; sin embargo, su madre y su hermana Lucy no creen que él esté listo para cuidar a un perro y se niegan. Frustrado, Bis le pide a Carlitos si puede jugar con Snoopy. Aunque inicialmente se divierten juntos, Snoopy rápidamente se cansa de las ideas de diversión y juegos de Rerun.
Snoopy invita a su hermano Spike a dejar su casa en Needles, California, e ir a visitarlo. Cuando Spike llega, Lucy está sorprendida por su delgadez, al igual que su madre, quién para felicidad de Rerun le permite pasar unos días en su casa. Luego de una corta estancia, Spike recupera peso, y debido a esto, la madre de Bis no quiere que se quede más luego de su recuperación. Carlitos intenta encontrar otro hogar para Spike, pero ninguno de los otros niños está dispuesto a quedárselo. Estando así las cosas, Spike no tiene otra opción que volver a su hogar en el desierto.
Rerun le pregunta a Charlie Brown si Snoopy puede salir a tirar de su trineo, pero termina siendo él quien tira del trineo, llevando a Snoopy, lo que le hace pensar que tal vez los perros traen demasiados problemas.
Carlitos rompe la cuarta pared al final del especial, diciendo A veces me pregunto cuándo terminará todo esto. Entonces oigo una voz que me dice: "Después de los créditos finales".

## Edición videográfica
El especial fue editado en DVD y VHS por Paramount Home Entertainment el 26 de octubre de 2004 y Warner Home Video lo lanzó en edición remasterizada de lujo en DVD el 6 de octubre de 2009. 

## Reparto
- Jimmy Bennett: Rerun van Pelt
- Ashley Rose Orr: Lucy van Pelt
- Corey Padnos: Linus van Pelt
- Adam Taylor Gordon: Charlie Brown
- Hannah Leigh Dworkin: Sally Brown
- Nick Price: Schroeder
- Jake Miner: Franklin y Pig-Pen
- Kaitlyn Maggio: Pequeña niña y Violet Gray
- Bill Melendez: Snoopy, Woodstock, Spike

### Doblaje
Aún no ha sido realizado un doblaje para Latinoamérica de esta película. El único existente fue hecho para España, para el canal Disney Channel de ese país.